# Ferdi Kadıoğlu
Ferdi Kadıoğlu, född 7 oktober 1999 i Arnhem, Nederländerna är en nederländsk-turkisk fotbollsspelare som spelar för Brighton & Hove Albion, och Turkiets landslag.

## Karriär
Kadıoğlu inledde sin seniorkarriär i nederländska NEC 2016. 2018 värvades han till Fenerbahçe. Han har sedan 2015 representerat Nederländernas landslag på olika juniornivåer. 2022 valde han att debutera för det turkiska A-landslaget. Han medverkade i EM i fotboll 2024.